# 誰能避開戀愛這事情
誰能避開戀愛這事情，是香港一首2024年發行的粵語流行歌曲，由香港華納唱片男歌手張天賦、愛爆音樂女歌手姚焯菲合唱，Larry Wong作曲，林若寧填詞，錄製於2022年。歌詞以被外界否定的戀愛為主題。
此歌在2024年7月15日，由兩名歌手所屬的唱片公司共同以單曲形式作數碼發行，被視為兩公司難得的合作，網民反應兩極。同日亦發布了由兩名歌手演出的音樂影片。發行數天後已獲得Apple Music的香港區百大榜榜首、YouTube香港地區「音樂發燒影片排行」第一位等佳績。而此歌曲亦於第二十二屆CASH金帆音樂獎「最佳合唱演繹」獲得提名，並打入五強位置。

## 背景
誰能避開戀愛這事情是一首以愛情為主題的男女合唱歌曲，合唱者為香港華納唱片男歌手張天賦、無綫電視旗下音樂廠牌愛爆音樂的女歌手姚焯菲，兩人的年齡相距約十年。他們早於2022年9月初舉行的《叱咤樂壇Brand New Live生力軍音樂會》結緣，曾在該音樂會上合唱。當時年僅15歲的姚焯菲視張天賦為偶像，以往曾翻唱對方的名作記憶棉。據兩人透露，在2024年推出的此歌，其實亦早於2022年已錄音，但此歌的合作與當年的音樂會無關，而姚焯菲是在到達錄音室時才知道合唱對象是誰，張天賦則事先得知合唱對象。是次合唱被視為香港華納唱片與無綫電視難得的合作，引起坊間熱議。

## 創作與製作
此歌時長4分23秒，以
拍的升C/降D大調創作，每分鐘130拍。由Larry Wong作曲及編曲，林若寧填詞，由舒文監製。
此歌歌名誰能避開戀愛這事情被認為與姚焯菲的出道作原來談戀愛是這麼一回事相似。歌詞描述了一段被外界否定，但當事人仍然希望堅持的戀愛，張天賦曾解釋歌詞是男女雙方「各自剖白自己的感情」。其中「對比哈囉吉蒂笑聲 骷髏頭叫你吃驚 如果洩露愛情 只怕給你陰影」一句意義不明，讓不少樂迷感到疑惑，張天賦於專訪中透露，此句歌詞源於Hello Kitty藏屍案，意指這類案件的發生讓男方覺得世上充滿危險，女方需要自己的保護。
兩名歌手在錄音室是分開錄音。因他們的音域不同，歌詞曾作出一些調整。在錄音時，監察舒文要求姚焯菲唱得溫柔一點，姚焯菲感到不易掌握。舒文也建議張天賦想像與女方一同乘電單車的感覺，令張天賦想起電影《天若有情》。
曲風被認為像香港Y2K時期（2000年前後）風格的男女對唱情歌，一些網民因而感到老套，但也有網民認為香港流行樂界已久未有這類合唱。

## 發行
此歌於2024年7月5日派至各電台，同日在各音樂串流平台數碼發售，關於發行公司，有平台列出香港華納唱片及愛爆音樂，亦有平台只列出華納。

## 音樂影片
雖然歌曲於2022年已錄音，但音樂影片於2024年才進行拍攝。影片亦由張天賦與姚焯菲演出，但兩人在片中交流不多，眼神接觸甚少，大多鏡頭都是兩人以不同距離分開坐着，只在結尾時有一個在燈光映照下近距離相對而立的對望場面，張天賦指出歌詞是男女雙方「各自剖白自己的感情」，故此影片亦相應地採取這種表達方式。全片在同一個佈景拍攝，被認為設計簡單。影片於2024年7月5日上載至YouTube。

## 迴響
音樂影片及音樂串流平台上的播放數據均取得佳績。音樂影片上載數天，在YouTube香港地區「音樂發燒影片排行」獲得第一位，並保持長達連續11天之久，在「綜合熱門影片排行」亦曾達第三位。音樂串流平台方面，在iTunes香港音樂排行榜、Apple Music的香港區百大榜均奪得榜首，在Apple Music的廣州Top 25榜亦達第五位，在KKBOX本地新歌日榜達第四位。
網民對於張天賦與姚焯菲合唱情歌，反應兩極，有表示期待、支持的聲音，亦有人表示他們不相襯、難以接受。

### 榜單成績
| 週榜榜單（2024年）      | 最高排名 |
| ----------------------- | -------- |
| 903專業推介             | 8        |
| 中文歌曲龍虎榜          | 2        |
| 新城勁爆流行榜          | 5        |
| 勁歌金榜                | 1        |
| Chill Club 推介榜       | 6        |
| 《Billboard》香港歌曲榜 | 13       |

此歌在無綫電視競爭對手ViuTV所設的Chill Club推介榜上榜，亦被視為罕見，是繼王君馨後第二位無綫電視藝人打入該榜。